# 諾斯維尤鎮區 (密蘇里州韋伯斯特縣)
諾斯維尤鎮區（英語：Northview Township），舊稱西歐扎克鎮區（West Ozark Township），是位於美國密蘇里州韋伯斯特縣的一個行政鎮區。

## 地方資料
諾斯維尤鎮區的面積為108.63平方千米，當中陸地面積為108.26平方千米，而水域面積為0.37平方千米。根據2020年美國人口普查的數據，當地共有人口2627人，而人口密度為每平方千米24.18人。